# Mémorial de la déportation des Juifs de France
Le Mémorial de la déportation des Juifs de France est un ouvrage publié en 1978 par Serge Klarsfeld et son épouse Beate Klarsfeld, qui dresse la liste des Juifs déportés depuis la France, morts dans les camps d’internement ou exécutés en France au cours de l'Occupation de 1940 à 1944.
Il permet de franchir « un cap décisif » dans la connaissance de l'extermination qui a frappé les Juifs français ou étrangers sur l'ensemble du territoire national.

## Histoire
Serge Klarsfeld a commencé son travail en 1975 et a publié la première édition de son ouvrage trois ans après. Celui-ci présente la liste de tous les déportés Juifs de France classés par convoi de déportation et par ordre alphabétique dans chaque convoi. L'ouverture des archives concernant la période de l'Occupation lui permet d'affiner ses recherches et de corriger certaines erreurs contenues dans le premier Mémorial. Ce travail de collecte d'archives aboutit en 1994 à la publication du Mémorial des enfants juifs déportés de France, qui contient l'identité des 11 400 enfants victimes de la Shoah ainsi que leur adresse. L'impact de cette publication le pousse à reprendre la rédaction du Mémorial. Une nouvelle édition, revue, corrigée, par ordre alphabétique et complétée est publiée en 2012, signée uniquement par Serge Klarsfeld,.
En 2018, Jean-Pierre Stroweis réalise une version Internet du Mémorial Klarsfeld, accessible sous la forme d'un moteur de recherche bilingue.
Le Mémorial de la déportation des Juifs de France a également été édité en anglais, en 1983 à New York, avec une préface de Raul Hilberg.

## Rôle du mémorial dans la mémoire juive et la recherche historique
L'historienne Annette Wieviorka dans L'ère du témoin explique que la sortie de la première édition du mémorial fut « un véritable choc » car les familles de déportés savaient exactement le sort des leurs. Elle affirme que les listes de noms qu'on y trouve donnent à l'ouvrage de Klarsfeld une filiation avec les Memorbikher, ces livres du souvenir où étaient consignés les noms des morts victimes de massacres au cours de l'histoire juive. Serge Klarsfeld souligne lui-même l'aspect mémoriel de son ouvrage, qui a « "joué son rôle pionnier pour informer les familles du sort de leurs proches" et "leur permettre d'accomplir leur travail de deuil" ».
Les travaux de Serge Klarsfeld sont salués par les historiens de la Shoah. Le dictionnaire de la Shoah parle « d'une source de référence exemplaire ». Renée Poznanski explique que comme d'autres chercheurs d'archives sur le sort des Juifs durant la Seconde Guerre mondiale, les recueils de documents qu'il a publiés sont très utiles aux historiens. L'historien André Loez estime que le mémorial « constitue un matériau historique à part entière permettant de renouveler l’approche de la Shoah en France ». En 2019, Jean-Luc Pinol publie Convois : la déportation des Juifs de France à partir de l'exploitation des données du Mémorial. Ces données lui permettent de réaliser des cartes démontrant l'ampleur spatiale de la déportation.